# Stefan Spreer
Stefan Spreer (* 16. Oktober 1957) ist ein deutscher Kameramann.
Stefan Spreer machte zunächst eine Fotografenlehre. Ab Anfang der 1990er Jahre wurde er als Kamera-Assistent tätig. Einige Jahre später wurde er selbst Kameramann. Für den Film Augenzeugin wurde er 2008 für den Deutschen Kamerapreis nominiert.
Er ist Mitglied im Berufsverband Kinematografie (BVK).

## Filmografie (Auswahl)
- 1999: Mit fünfzig küssen Männer anders
- 2002: Um Himmels Willen (Fernsehserie, 4 Folgen)
- 2002–2009: Ein Fall für zwei (Fernsehserie, 8 Folgen)
- 2004: Polizeiruf 110: Mein letzter Wille
- 2005: Hengstparade
- 2007: Einmal Dieb, immer Dieb
- 2008: Augenzeugin
- 2009: Bis an die Grenze
- 2010: London, Liebe, Taubenschlag
- 2010–2013: Mordkommission Istanbul (Fernsehserie, 5 Folgen)
- 2011: Stilles Tal
- 2012: Kennen Sie Ihren Liebhaber?
- 2012–2015: Der Alte (Fernsehserie, 7 Folgen)
- seit 2014: Taunuskrimi-Reihe
  - 2014: Mordsfreunde
  - 2015: Tiefe Wunden
  - 2016: Böser Wolf (Zweiteiler)
  - 2017: Die Lebenden und die Toten (Zweiteiler)
- 2016–2019: Der Kroatien-Krimi (Fernsehreihe)
  - 2016:  Der Teufel von Split
  - 2016:  Tod einer Legende
  - 2018:  Mord auf Vis
  - 2018:  Messer am Hals
  - 2019: Der Mädchenmörder von Krac
- 2018: Die Affäre Borgward
- 2019: Und tot bist Du! – Ein Schwarzwaldkrimi (Fernseh-Zweiteiler)
- 2021: Waldgericht – Ein Schwarzwaldkrimi (Fernseh-Zweiteiler)
- 2023: Schneekind – Ein Schwarzwaldkrimi (Fernseh-Zweiteiler)